# Raffaele Pierotti
Raffaele Pierotti (Sorbano del Vescovo, 1º gennaio 1836 – Roma, 7 settembre 1905) è stato un cardinale italiano.

## Biografia
Domenicano, al secolo Antonio Pierotti, nacque a Sorbano del Vescovo (Lucca) il 1º gennaio 1836. Fu battezzato lo stesso giorno presso la Chiesa di San Giovanni a Lucca come risulta dal Registro dei Battezzati presso l'Archivio Parrocchiale di Sorbano:
"Addì Primo del 1836. Giovanni Antonio, figlio di Giovanni Angelo di Antonio fu Matteo Pierotti e di Maria Domenica di Francesco Francesconi, sua legittima moglie, nacque il dì suddetto alle ore 11 antimeridiane e fu Battezzato in San Giovanni e fu Compare Bartolomeo Pierotti e Commare Maria Elisabetta Lazzari. Andrea Frugoli Vicario Perpetuo".
Fin da piccolo avvertì la vocazione alla vita religiosa e fu ammesso come Chierico presso il Seminario Decanale di San Michele in Lucca, dove fece gli studi ginnasiali.
Nel 1851 entrò nell'Ordine dei Domenicani, facendo il noviziato ad Anagni assumendo il nome di Fra' Raffaele.
Il 9 gennaio 1857 venne ordinato Sacerdote e nel 1873 divenne Parroco di Santa Maria sopra Minerva a Roma.
Il Papa Leone XIII nel 1887 lo nominò Maestro del sacro palazzo apostolico, con la funzione di Teologo del Pontefice e membro della Pontificia Commissione Biblica e del Sant'Uffizio. Fece parte della commissione teologica che giudicò le ordinazioni anglicane, dichiarate invalide nel 1896 con la Bolla Apostolicae Curae.
Lo stesso Papa leone XIII lo creò cardinale diacono dei Santi Cosma e Damiano nel concistoro del 30 novembre 1896. Inoltre fu Protettore della Collegiata dei Santi Paolino e Donato di Lucca.
Nel 1903 partecipò al Conclave che elesse Pio X.
Morì a Roma il 7 settembre 1905 all'età di 69 anni e fu sepolto nel Cimitero del Verano. Nella Chiesa parrocchiale del suo paese natale, una lapide ricorda la sua persona.